# Естадио Гран Парке Сентрал
Естадио „Гран Парке Сентрал“ или само „Парке Сентрал“ (на испански: Estadio Gran Parque Central) е футболен стадион в Монтевидео, Уругвай.
На него играе домакинските си мачове Насионал Монтевидео. Това е един от двата стадиона, на който се играят първите две срещи в историята на Световните първенства по футбол. На 13 юли 1930 г. в 15:00 местно време започва срещата между САЩ и Белгия (3:0). По същото време на вече несъществуващия стадион Естадио Поситос Франция побеждава Мексико с 4:1.

## Световно първенство по футбол 1930
Парке Сентрал домакинства на шест мача от Световното първенство през 1930 г.:
| 13 юли, Група 4 |   |          |           |
| САЩ             | - | Белгия   | 3:0 (2:0) |
| 14 юли, Група 2 |   |          |           |
| Югославия       | - | Бразилия | 2:1 (2:0) |
| 15 юли, Група 1 |   |          |           |
| Франция         | - | Мексико  | 4:1 (3:0) |
| 16 юли, Група 1 |   |          |           |
| Мексико         | - | Чили     | 0:3 (0:1) |
| 17 юли, Група 2 |   |          |           |
| Югославия       | - | Боливия  | 4:0 (0:0) |
| 17 юли, Група 4 |   |          |           |
| САЩ             | - | Парагвай | 3:0 (2:0) |